# Deichselbach
Der Deichselbach ist ein 11,5 km langer rechter und östlicher Nebenfluss der Regnitz, zudem Namensgeber der Grundschule in Buttenheim.

## Geographie

### Verlauf
Der Deichselbach entspringt bei Buttenheim-Tiefenhöchstadt. Bei Altendorf unterquert er den Main-Donau-Kanal und mündet anschließend in die Regnitz.

### Zuflüsse
- Schußbach (rechts)
- Siebenbach (rechts)

### Orte
Der Deichselbach fließt durch folgende Orte:
- Tiefenhöchstadt
- Frankendorf
- Stackendorf
- Gunzendorf
- Dreuschendorf
- Buttenheim
- Altendorf

## Bildergalerie

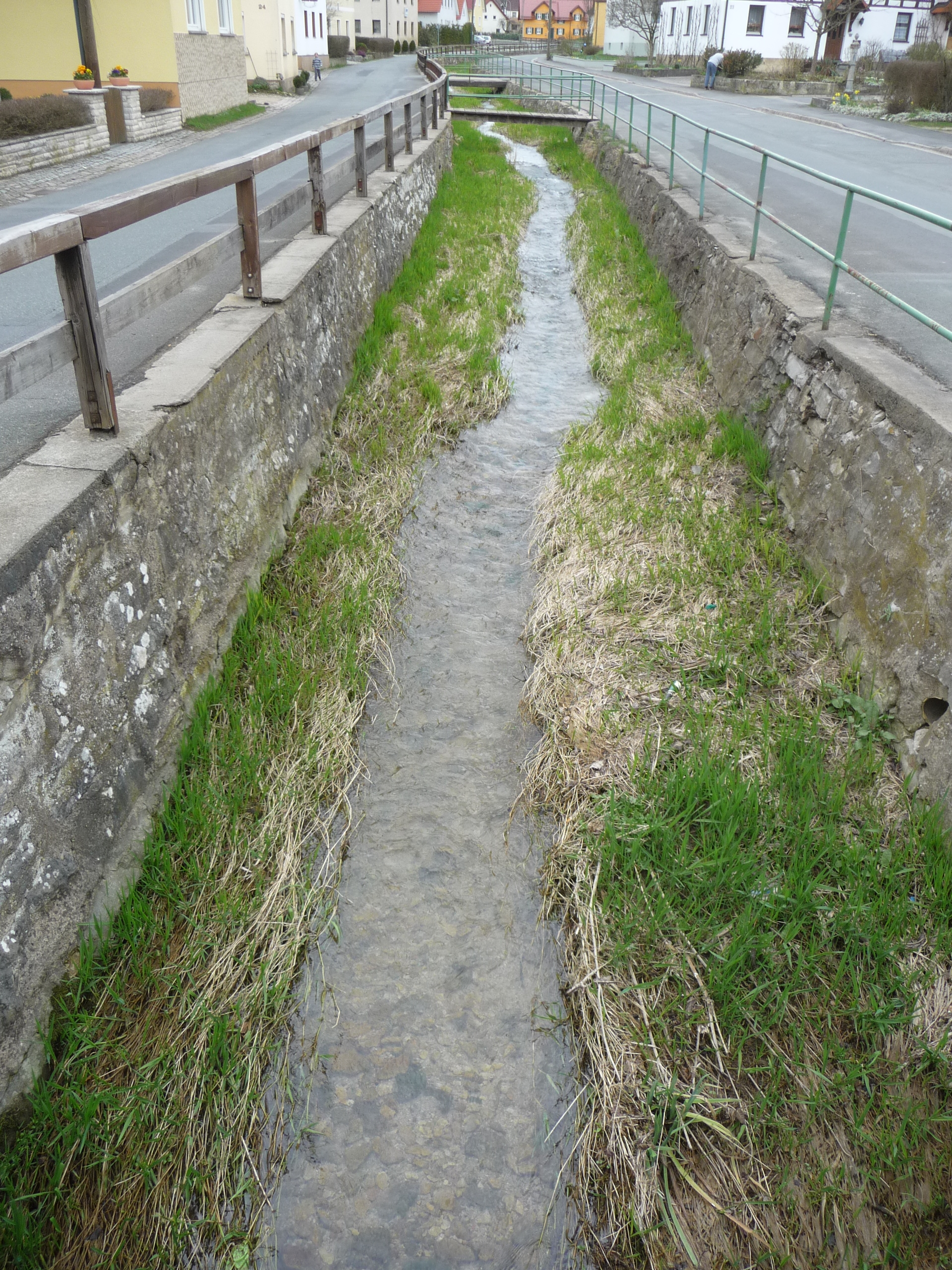
Deichselbach in Stackendorf
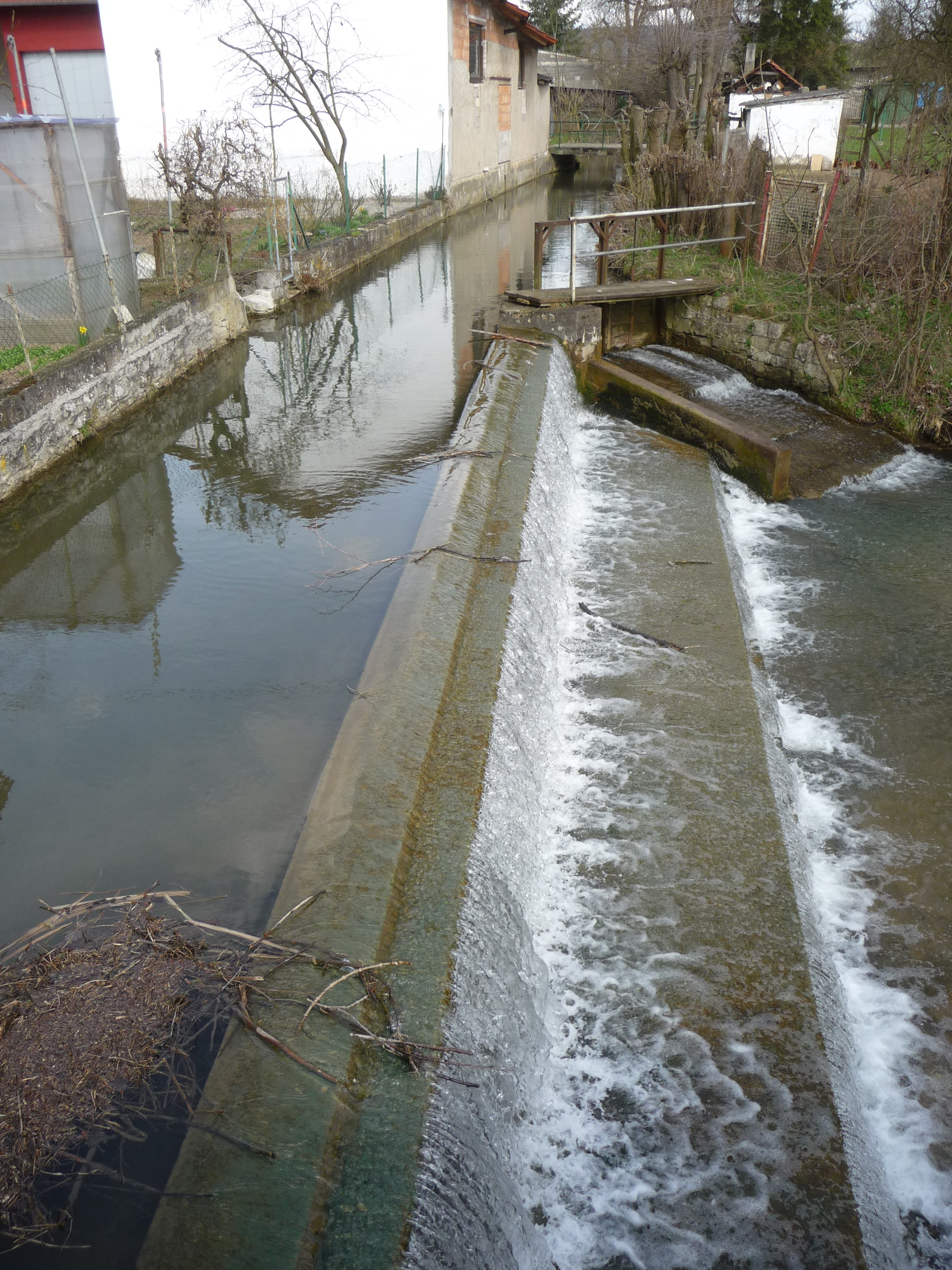
Deichselbach in Buttenheim